# بوردا
بوردا (به اسپانیایی: Borredá) یک منطقهٔ مسکونی در اسپانیا است که در برگودا واقع شده‌است. بوردا ۴۳٫۴ کیلومتر مربع مساحت دارد ۸۵۴ متر بالاتر از سطح دریا واقع شده‌است.